# برج بوسان لوته
برج بوسان لوته، (به انگلیسی: Busan Lotte Tower) آسمان‌خراش ۱۰۸ طبقه به ارتفاع ۵۱۰٫۱ متر (۱٬۶۷۴ فوت) و مساحت زیربنای ۲۵۵٬۱۴۶ متر مربع (۲٬۷۴۶٬۳۷۰ فوت مربع)، با کاربری اداری-تجاری، هتل و مسکونی است، که در شهر بوسان، کره جنوبی مستقر می‌باشد. پروژه ساخت این ساختمان در ۹ مارس ۲۰۰۹ آغاز شد و در سال ۲۰۱۹ تکمیل و در ژانویه ۲۰۲۳ افتتاح شده است. معمار این بنا اسکیدمور، اوینگز و مریل است.

## نگارخانه

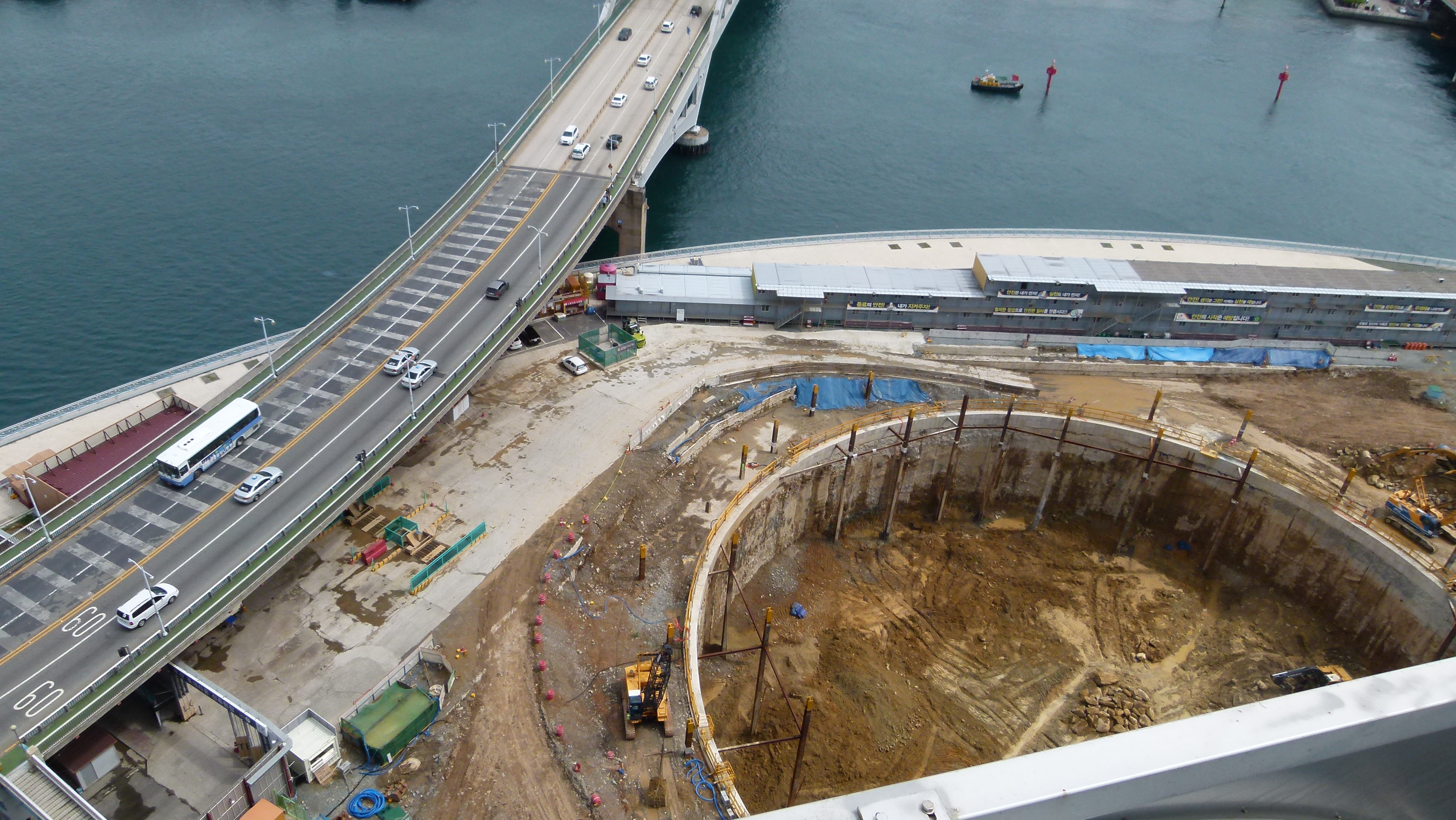